# جائزة الشيخ عبد الوهاب الموسى
جائزة الشيخ عبد الوهاب الموسى للتميز التعليمي  هي جائزة خاصة بمنسوبي تعليم الأحساء انطلقت عام 1432هـ [بحاجة لمصدر] وتهدف لتطوير وتحفيز وإبراز المتميزين وتحسين مخرجات التعليم وتطوير عملياته. الجائزة تحت مظلة الإدارة العامة للتعليم بمحافظة الأحساء، التابعة لوزارة التعليم بـالمملكة العربية السعودية وتعد من جوائز تطبيقات الجودة في التعليم
فهي انطلقت من الأحساء ولأهالي الأحساء
الجائزة لها لجنة عليا تعقد اجتماعاتها دوريا تشرف وتتابع جميع عمليات الجائزة ، وتعلن نتائجها في حفل كبير يرعاه سمو محافظ الأحساء الأمير بدر بن محمد بن جلوي آل سعود
نفذت الجائزة ست دورات وجاري حاليا تنفيذ الدورة السابعة

## فئات الجائزة
- المعلم
- الطالب
- المرشد الطلابي
- المدرسة
- المشرف التربوي
- رائد النشاط والتوعية
- محضر المختبر
- أمين مصادر التعلم
- الموظف الإداري
- الإدارة
- الموظف الفني
- الموظف المهني
- المشروع
ولكل فئة من فئات الجائزة معايير خاصة بها

### موقع الجائزة
http://moosaexc.org